# Френсіс Гопкінсон
Френсіс Гопкінсон (англ. Francis Hopkinson, 2 жовтня 1737 — 9 травня 1791) — американський адвокат, юрист, письменник і композитор. Один із батьків-засновників США. 
Гопкінсон обіймав різні посади в ранньому уряді Сполучених Штатів, у тому числі був членом Другого Континентального Конгресу та членом ради ВМС. Став першим федеральним суддею Східного окружного суду Пенсільванії 30 вересня 1789 року.
Розробив континентальні паперові гроші та дві ранні версії прапорів, один для Сполучених Штатів, а інший для ВМС США. Підписав Декларацію незалежності в липні 1776 року як делегат від Нью-Джерсі.